# Дойка
Дойката е жена, която кърми чуждо бебе.
Обикновено тя замества родната майка, ако майката е неспособна да отхрани детето по здравословни или други причини, като например раждането на близнаци или тризнаци, кърменето на които би отслабило родилката.
В литературата са известни няколко дойки, сред които:
- Бероя, дойката на Семела в „Метаморфози“ на Овидий
- Амалтея, дойката на Зевс, представяна като коза или нимфа
- Евриклея, дойката на Одисей
- Каета, дойката на Еней

В миналото богатите са наемали дойки. Това е по стара традиция – аристократките не кърмят, за да могат да си позволят да родят скоро следващо дете и по този начин да осигурят наследник-момче. Известният учен Карл Линей протестира срещу това, като според него дори съпругите на благородниците трябва да кърмят с гордост своите потомци.
Днес дойката не е често срещана професия в развитите страни, където се използва все по-често продуктът Infant formula. За разлика от тях в развиващите се страни дойката има по-голямо приложение.
Жена, която не е била бременна, също може да бъде дойка и да отделя мляко посредством продължителна стимулация на ареолата и гръдното зърно.